# Amitermes pallidus
Amitermes pallidus är en termitart som beskrevs av Light 1932. Amitermes pallidus ingår i släktet Amitermes och familjen Termitidae. Inga underarter finns listade i Catalogue of Life.